# Nicolas Werth
Nicolas Werth é um historiador francês, especialista em história soviética. Werth é diretor de pesquisa do Institut d'histoire du temps présent, afiliado ao Centre national de la recherche scientifique. Desde os anos 2000, todos os seus livros são financiados pela Instituição Hoover. Em 2007, foi o consultor histórico do documentário de televisão francês Staline: le tyran rouge, transmitido pela M6.

## Obras
- Cannibal Island: Death in a Siberian Gulag, ISBN 9780691130835, Princeton University Press, 2007.
- Être communiste en URSS sous Staline. Paris: Gallimard, 1981.
- La Vie quotidienne des paysans russes de la Révolution à la collectivisation (1917-1939). Paris: Hachette, 1984.
- Rapports secrets soviétiques. La société russe dans les rapports confidentiels, 1921-1991. With Gaël Moullec. Paris: Gallimard, 1995.
- Histoire de l’Union soviétique de Lénine à Staline. Paris: PUF, 1995.
- Histoire de l’Union soviétique de Khrouchtchev à Gorbatchev. Paris: PUF, 1998.
- 1917 : La Russie en Révolution. coll. «Découvertes Gallimard» (nº 327), Paris: Gallimard, 1997.
  - Edição portuguesa – 1917: A Rússia em revolução, col. «Descobrir», série História, Lisboa: Quimera Editores, 2003.
- "Un État contre son peuple. Violences, répressions, terreurs en URSS de 1917 à 1953," in Stéphane Courtois (ed.), Le Livre noir du communisme. Paris: Robert Laffont, 1998, pp. 45–313.
- Histoire de l'Union soviétique. De l'Empire russe à la Communauté des États indépendants, 1900-1991. 6th Edition. Paris: PUF, 2008.
- Les Procès de Moscou (1936-1938). Éditions Complexe, nouvelle édition revue et augmentée, 2006,
- L'Île aux cannibales : 1933, une déportation-abandon en Sibérie. Paris: Perrin, 2006.
- L'Ivrogne et la marchande de fleurs : Autopsie d'un meurtre de masse, 1937-1938. Paris: Tallandier, 2009.
- La Terreur et le désarroi. Staline et son système. Paris: Perrin, 2007.
- L'Ivrogne et la marchande de fleurs : Autopsie d'un meurtre de masse, 1937–1938. Paris: Tallandier, 2009.
- L'État soviétique contre les paysans: Rapport secrets de la police politique (Tcheka, GPU, NKVD) 1918-1939. With Alexis Berelowitch. Paris: Tallandier, 2011.